# Siantar Sigordang
Siantar Sigordang is een bestuurslaag in het regentschap Toba Samosir van de provincie Noord-Sumatra, Indonesië. Siantar Sigordang telt 283 inwoners (volkstelling 2010).